# Roger Fulgence Kassy
Pour les articles homonymes, voir Fulgence.
Roger Fulgence Kassy (aussi surnommé RFK), né le 16 novembre 1956 et décédé le 20 janvier 1989 en Côte d'Ivoire, était un journaliste et un animateur de télévision ivoirien,.

## Biographie

### Famille
Kassy est le premier garçon d'une famille de quatre enfants. Il a un frère (Lambert Kassy, frère cadet) et deux sœurs (Opportune Beibro, sœur aînée et Rachel Beibro, sœur cadette). Il n'a qu'un fils, Thierry Kassy, décédé le 11 avril 2020 aux États-Unis de suite de coronavirus.

### Homme talentueux
Kassy est un homme polyvalent qui excelle dans la musique, le football et la gestion de boîte de nuit. Il est par ailleurs major du concours de la Marine.

## Années de gloire
À la fin des années 1970, Roger Fulgence Kassy est vu comme une star et un mentor de la jeunesse ivoirienne dans le milieu de la musique et du show business.À cette époque, animateur-télé le plus talentueux de sa génération, il devient l'animateur vedette de la RTI, la télévision ivoirienne. Homme simple, Roger Fulgence Kassy avait une façon spéciale d’animer, de toucher et d’accrocher son auditoire. L’un des héritages qu’il ait laissés à la postérité reste l’émission Podium conduite aujourd’hui par Didier Bléou. Pour RFK, « Tant qu’il y aura des hommes et des femmes sensibles à la chose musicale et capables d’apprécier un bon chanteur et une belle orchestration musicale, Podium vivra ». C'est cette phrase prophétique qu'il lâcha au cours de son dernier Podium une année avant de s'éteindre. Cette émission, héritage qu'il a laissé, occupe encore une place de choix dans la grille de programme de la télévision ivoirienne.

## Émissions
Roger Fulgence Kassy a produit de nombreuses émissions telles que Super Star Station, Nandjelet, Jamboree, Tremplin qui devient Podium en 1977 et Première chance. Cette dernière qui consistait à donner une chance aux artistes en quête de producteur ; de nombreux artistes sont passés par Première chance dont Alpha Blondy .

## Mort
Le 20 janvier 1989, Roger Fulgence Kassy s'éteint des suites d'une cirrhose de foie. Ses obsèques, suivies par plusieurs milliers de jeunes ivoiriens, suscitent un engouement national ; ses fans n'ont pas hésité à accompagner leur idole jusqu'à sa dernière demeure à Kokoumbo. À l'instar du musicien Serge Kassi qui chantait « Fulgence Kassy, tu es parti trop vite », beaucoup ont rendu un hommage à cet homme qui a grandement marqué l'univers audiovisuel ivoirien dont Alpha Blondy  avec la chanson Fulgence Kassy.

### Profanation
Dans la nuit du vendredi 6 au samedi 7 mars 2020, des individus arrachent la photo de la tombe de RFK.

## Hommages
Samedi 20 janvier 1990, un grand concert est organisé pour rendre hommage à Kassy. Une foule de personnes et célébrités de toute l'Afrique est présente. Les artistes Aurlus Mabele, Ben Decca, Ismaël Lo, Zitany Neil, Koamba Saba, Alpha Blondy et bien d'autres marquent de leur présence.
Depuis le décès de Kassy, chaque année, plusieurs médias ivoiriens organisent des émissions post mortem le jour de l'anniversaire de son décès en guise d'hommage.

## Distinction
En 2015, il est élevé au rang d'Officier de l'Ordre du mérite ivoirien à titre posthume et exceptionnel.